# Frida Lundén
Frida Lundén, född 2 juli 1984, är en svensk långdistanslöpare. Hon är bosatt i Stockholm och tävlar för FK Studenterna. Hon tog sin första sm-medalj år 2011, på terräng-SM:s långa distans. Året efter blev ett mellanår på grund av en skada, men år 2013 kom genombrottsåret, då hon tog fyra silvermedaljer på distanserna 8 km terräng, 10 000 meter, halvmarathon och marathon. Året efter tog hon sitt första SM-guld, i det första svenska mästerskapet på 10 km landsväg.

## Karriär
Frida Lundén spelade bandy på allsvensk nivå med Sandvikens AIK och började löpträna relativt sent i livet. Hon sprang framförallt till och från jobbet, när hon som klubblös motionär år 2010 anmälde sig till halvmaratonloppet Kungsholmen runt, där hon överraskande kom tvåa. Då rekryterades hon till FK Studenterna och började träna strukturerat, vilket snabbt gav resultat.
Vid EM i Zürich i mitten av augusti 2014 deltog hon i maratonloppet och kom då med personbästatiden 2:42:18 på plats 32.
Vid Europamästerskapen i Amsterdam år 2016 deltog Lundén i halvmaraton och kom där in på en 58:e plats på tiden 1:17:22.

## Personliga rekord
| Utomhus - 5 000 meter – 16:27,07 (Sollentuna 28 juni 2011) - 10 000 meter – 34:10,93 (Umeå 1 augusti 2014) - 10 km landsväg – 33:52 (Malmö 12 juli 2014) - 10 km landsväg – 34:55 (Stockholm 6 september 2014) - Halvmaraton – 1:15:21 (Berlin, Tyskland 29 mars 2015) - Maraton – 2:42:18 (Zürich, Schweiz 16 augusti 2014) | Inomhus - 3 000 meter – 9:53,71 (Stockholm 6 februari 2014) |